# Стрижак Олег Анатолійович
Оле́г Анато́лійович Стрижа́к (8 листопада 1975 — 3 листопада 2023) — український військовослужбовець, стрілець 2 стрілецького відділення 2 стрілецького взводу 2 стрілецької роти.

## Життєпис
Народився 8 листопада 1975 в місті Охтирка Сумської області.
Добровільно вступив до лав ТрО, службу проходив у лавах 117-ї окремої бригади територіальної оборони.
Загинув 3 листопада 2023 року в селі Пожня Охтирського району під час артилерійського обстрілу, вчиненого російськими військами.
Похований в Охтирці 8 листопада 2023-го.
Без Олега лишились дружина Світлана, діти, батьки.

## Нагороди та відзнаки
- Орден «За мужність» III ступеня[2].
- Почесний громадянин Охтирки[3].